# 少女與戰車 戰車夢幻大會戰
《少女與戰車  戰車夢幻大會戰》是由万代南梦宫製作的坦克射击 游戏，2018年2月22日首先在日本地區的PlayStation 4上推出，2月27日在東南亞地區發售并且包含英文與繁体中文字幕。加強版《少女與戰車 戰車夢幻大會戰 DX》預定於2019年2月在任天堂Switch平台發售，追加新的戰車、新角色與新模式，PlayStation 4版也將以DLC形式推出加強版要素。游戏改编自日本动画作品《少女与战车》。